# L'Oudon
L'Oudon era una comuna francesa situada en el departamento de Calvados, de la región de Normandía, que el 1 de enero de 2017 pasó a ser una comuna delegada de la comuna nueva de Saint-Pierre-en-Auge al fusionarse con las comunas de Boissey, Bretteville-sur-Dives, Hiéville, Mittois, Montviette, Ouville-la-Bien-Tournée, Sainte-Marguerite-de-Viette, Saint-Georges-en-Auge, Saint-Pierre-sur-Dives, Thiéville, Vaudeloges y Vieux-Pont-en-Auge.

## Historia
Fue creada el 1 de enero de 1973, con la unión de las comunas de Ammeville, Berville, Écots, Garnetot, Grandmesnil, Lieury, Montpinçon, Notre-Dame-de-Fresnay, Saint-Martin-de-Fresnay y Tôtes, que pasaron a ser comunas asociadas de la misma. 
Todas las comunas asociadas de L'Oudon fueron suprimidas cuando en 2017 la comuna pasó a ser comuna delegada de la comuna nueva de Saint-Pierre-en-Auge. 

## Demografía
| Gráfica de evolución demográfica de L'Oudon entre 1800 y 2013 |
|                                                               |

Los datos entre 1800 y 2013 son el resultado de sumar los parciales de las diez comunas que forman la nueva comuna de L'Oudon, cuyos datos se han cogido de 1800 a 1968, para las comunas de Ammeville, Berville, Écots, Garnetot, Grandmesnil, Lieury, Montpinçon, Notre-Dame-de-Fresnay, Saint-Martin-de-Fresnay y Tôtes de la página francesa EHESS/Cassini; de 1968 a 1999 se han cogido de L'Oudon, y los demás datos se han cogido de la página del INSEE.

## Composición
| Comuna                  | Código INSEE |
| ----------------------- | ------------ |
| Ammeville               | 14010        |
| Berville                | 14067        |
| Écots                   | 14234        |
| Garnetot                | 14295        |
| Grandmesnil             | 14314        |
| Lieury                  | 14363        |
| Montpinçon              | 14447        |
| Notre-Dame-de-Fresnay   | 14472        |
| Saint-Martin-de-Fresnay | 14624        |
| Tôtes                   | 14697        |